# Bart vs. Lisa vs. the Third Grade
Bart vs. Lisa vs. The Third Grade, llamado Bart contra Lisa contra tercero de primaria en España y Bart contra Lisa contra el tercer grado en Hispanoamérica, es un episodio perteneciente a la decimocuarta temporada de la serie animada Los Simpson, emitido originalmente el 17 de noviembre de 2002. El episodio fue escrito por Tim Long y dirigido por Steven Dean Moore. 

## Sinopsis
Todo comienza cuando la familia, harta de los reality shows que pasaban por la televisión abierta, decide adquirir un paquete de Televisión por satélite. El paquete tiene 500 canales, y Bart y Homer pronto se vuelven adictos a él. Al estar Bart todo el tiempo viendo televisión, no estudia para un gran examen que se le tomaría, en el cual demostraría todos sus conocimientos. El día de la prueba, al haber estado sin dormir por mucho tiempo, el niño tiene alucinaciones con los personajes de los programas de televisión que ha visto, lo que hace que repruebe estrepitosamente su examen. Cuando el director Skinner comunica en una reunión los cambios que habría en la escuela, le dice a Lisa, quien había obtenido excelentes notas, que sería promovida a tercer año, mientras que Bart, por haber fallado, volvería al tercer año. Así, los niños comienzan a asistir juntos, y pronto se establece una rivalidad. 
En el tercer grado, Bart y Lisa tienen desempeños distintos. A Bart le va increíblemente bien, ya que sabía todas las respuestas de los exámenes, por haberlos hecho el año anterior, pero a Lisa, en cambio, le costaba mucho más adaptarse al cambio. Su nueva maestra decide poner sus dos escritorios juntos luego de una prueba, en la que Bart había sacado 10 y Lisa 9, ya que pensaba que así el niño podría ayudar a su hermana. 
Un día, el curso decide hacer un viaje de estudio a la Ciudad Capital. Para que nadie se pierda en el viaje, la maestra decide poner a todos los alumnos en grupos de dos, para que uno delatara la ausencia del otro, si se producía. A Bart y a Lisa los ponen como compañeros y son obligados a compartir la habitación. En la Ciudad Capital, la maestra les pone como tarea realizar una nueva bandera para el Estado, ya que la actual era muy mala. Lisa, esa noche, llama por teléfono a Marge y le cuenta que ella misma estaba haciendo su bandera, la cual decía "Para el amor fraternal". También, aprovecha para quejarse de Bart, pero el niño la oye y decide vengarse cambiando su bandera. 
Al día siguiente, Bart, Lisa y sus compañeros de curso van a ver a la Gobernadora Mary Bailey para mostrarle las banderas hechas por ellos mismos. Cuando la gobernadora ve la bandera de Lisa, comienza a llorar y se las muestra. Lisa ve que Bart había cambiado el lema, escribiendo "Viva la flatulencia". 
Cuando salían del Congreso para subir al autobús que los llevaría de regreso a Springfield, Lisa, enojada con Bart, comienza a pelearse con él, cayendo por un barranco hacia un pequeño bosque, en donde había un río. Los niños se pelean tanto que no vuelven a subir hacia el estacionamiento del autobús, el cual arranca y se va sin ellos. Como consecuencia, los niños se quedan perdidos en la Capital. 
En Springfield, el director Skinner les comunica a Marge y a Homer que Lisa y Bart estaban perdidos. Ellos van a la ciudad Capital para buscarlos, pero Bart y Lisa ya habían encontrado a una familia de montañeses, quien los había llevado de vuelta a la ciudad, lejos del bosque. Marge se alegra de ver a sus hijos sanos y salvos, y el director Skinner, quien ve que eran muchos los riesgos al tener a Bart y a Lisa en la misma clase, devuelve a Bart al cuarto año y le pregunta a Lisa si prefería ser la más brillante en segundo año o sufrir en el tercero. La niña decide volver a segundo, y, luego, todos regresan a Springfield.